# Inn-Salzach-Klinikum

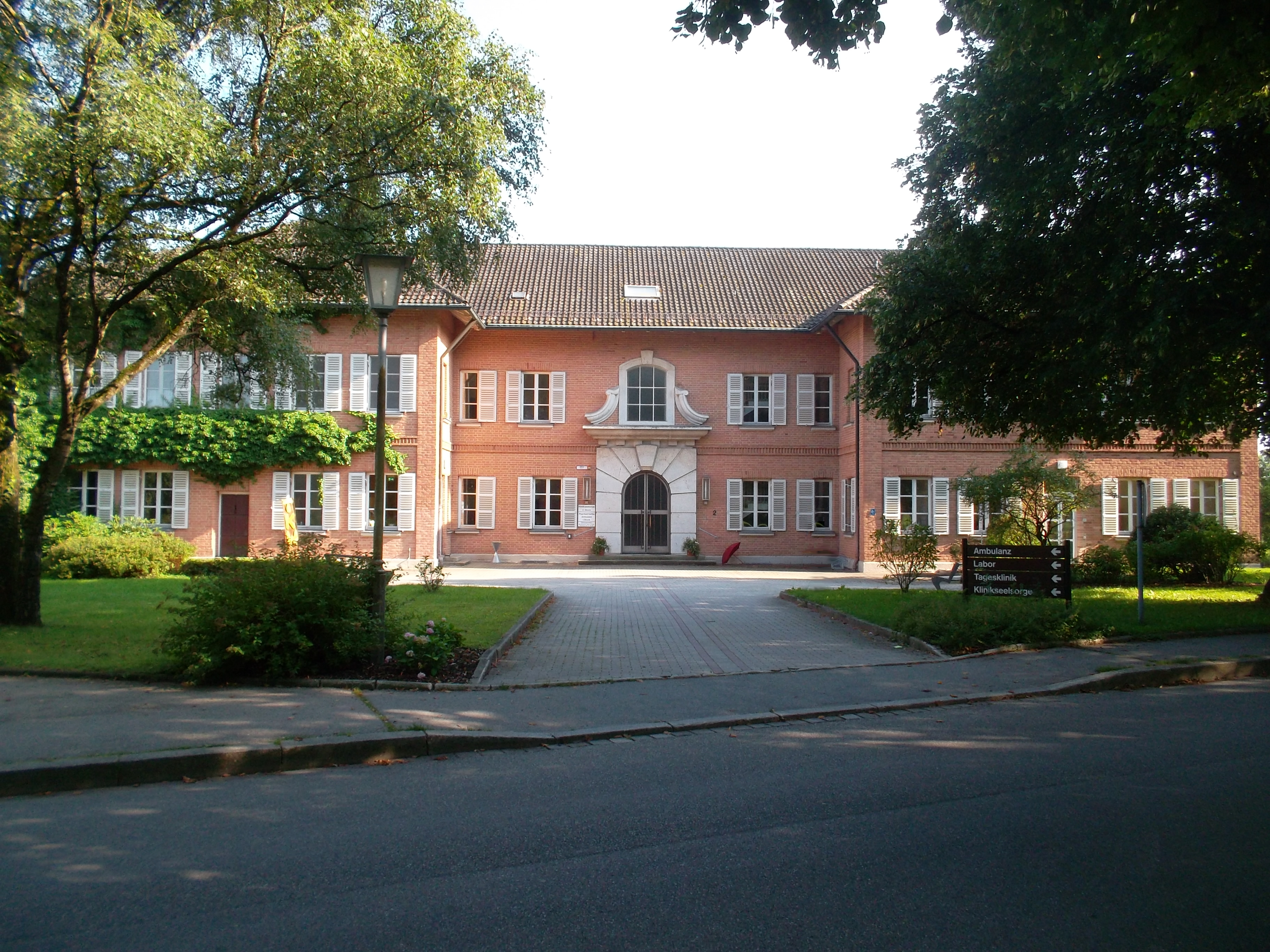
Ehem. Verwaltungsgebäude, jetzt Tagesklinik und Psychiatrische Institutsambulanz

Das kbo-Inn-Salzach-Klinikum, bis 31. Dezember 2006 Bezirksklinikum Gabersee, liegt am westlichen Stadtrand von Wasserburg am Inn im Ort Gabersee. Die Abkürzung kbo steht für Kliniken des Bezirks Oberbayern. Es ist ein im Pavillonstil errichtetes Fachkrankenhaus für Psychiatrie, Psychotherapie, Psychosomatische Medizin, Geriatrie und Neurologie.

## Geschichte
Gegründet wurde die Einrichtung 1883 als Königlich Bayerische Heil- und Pflegeeinrichtung für Nervenkranke. Durch Erweiterung und Modernisierung entstand in einer Parklandschaft auf einer Fläche von etwa 50 Hektar eine Anlage von Einzelpavillons und -gebäuden. Der erste Direktor, der den Aufbau der Einrichtung leitete, war der Psychiater Melchior Josef Bandorf.
In der Zeit des Nationalsozialismus war die Anstalt Gabersee in die Aktion T4 involviert. Man geht heute von etwa 640 Ermordeten aus. Die Stadt Wasserburg am Inn hat den Opfern des Nationalsozialismus eine eigene Website gewidmet.
Das Klinikum am Standort Gabersee wurde ab 1941 als Heim für Kinderlandverschickung, hernach als Lazarett und 1945 für einen Luftwaffenstab genutzt. Am 2. Mai 1945 befreiten Streitkräfte der Vereinigten Staaten Gabersee. In weiterer Folge wurde in Gabersee ein DP-Lager für jüdische Displaced Persons, eingerichtet und bis 1950 von der UNRRA betrieben. Bis zu etwa zeitweilig 2000 Menschen sollen in dieser Zeit in Gabersee gelebt haben.
1953 waren die Reparaturarbeiten an den teilweise stark derangierten Gebäuden beendet, und die „Pflegeanstalt Gabersee“ wurde wiedereröffnet. Ab 1954 hieß die Anstalt „Nervenkrankenhaus des Bezirks Oberbayern“. Man musste nunmehr eine Krankenpflegeschule und (1968) eine zentrale Arbeits- und Beschäftigungstherapie einrichten. Ab 1975 wurde die Klinik neuerlich baulich erweitert bzw. umstrukturiert. 1993/94 nahm man eine abermalige Umstrukturierung nach Fachbereichen vor.
Seit 2004 ist das Klinikum ein Lehrkrankenhaus der Ludwig-Maximilians-Universität München. Am 1. März 2007 eröffnete die Neurologische Klinik eine neue Intermediate-Care-Einheit/Stroke-Unit zur Versorgung von Schlaganfall-Patienten. Seit dem 5. November 2007 verfügt die Klinik über eine Außenstelle in Freilassing. Diese befindet sich in einem Gebäude mit dem zum kommunalen Klinikverbund Kliniken Südostbayern gehörenden Kreiskrankenhaus Freilassing. Mit vier Stationen, einer Tagesklinik und einer Institutsambulanz stellt die Klinik Freilassing die Grundversorgung des Landkreises Berchtesgadener Land sicher. Ebenfalls seit dem Jahr 2007 agiert das kbo-Inn-Salzach-Klinikum als gemeinnützige GmbH im Verbund der Kliniken des Bezirks Oberbayern (kbo).
1980 zunächst als Tag- und Nachtklinik gegründet, bietet die Tagesklinik Rosenheim heute 40 teilstationäre Behandlungsplätze. Zusätzlich umfasst das teilstationäre Angebot seit dem Jahr 2014 die Tagesklinik Altötting mit 20 Plätzen.
Am Standort Freilassing ist die Klinik seit 2015 Lehrkrankenhaus der Technischen Universität München.

## Einrichtung
Die Klinik verfügt über 759 Planbetten, für deren Behandlung 1500 Mitarbeiter zur Verfügung stehen.
Die Klinik betreut mit den Fachrichtungen Allgemeinpsychiatrie, Klinische Sozialpsychiatrie, Gerontopsychiatrie, Suchtmedizin, Forensische Psychiatrie und Neurologie den Einzugsbereich der südostoberbayerischen Landkreise Traunstein, Ebersberg, Mühldorf, Altötting, Berchtesgadener Land sowie Stadt und Landkreis Rosenheim.
Dem Haus angegliedert sind eine Berufsfachschule für Gesundheits- und Krankenpflege mit 150 Ausbildungsplätzen sowie eine Krankenpflegehilfeschule mit 25 Plätzen.
In Wasserburg befindet sich ein kleines Museum mit einer medizinhistorischen Dauerausstellung.